# Promutuel de Rivière-du-Loup
Die Promutuel de Rivière-du-Loup (englisch Riviere-du-Loup Promutuel) waren eine kanadische Eishockeymannschaft aus Rivière-du-Loup, Québec. Das Team spielte von 2001 bis 2004 in der Québec Semi-Pro Hockey League.

## Geschichte
Die Mannschaft wurde 2001 als Franchise der Québec Semi-Pro Hockey League gegründet. In dieser schloss sie ihre ersten beiden Spielzeiten als Sechster der Division Ouest ab. In den darauf folgenden Playoffs scheiterte das Team jedoch jeweils in der ersten Runde. Die Saison 2003/04 beendeten die Promutuel auf Platz fünf der Division Est und erreichten die zweite Runde der Playoffs um die Coupe Futura.      
Im Anschluss an die Saison 2003/04 wurde das Franchise aufgrund finanzieller Probleme aufgelöst.

## Bekannte Spieler
- Link Gaetz